# Божко Сава Захарович
Са́ва Заха́рович Божко́ (11 (24) квітня 1901, хутір Крутоярівка, нині село Межівського району Дніпропетровської області — 27 квітня 1947, село Слов'янка Межівського району Дніпропетровської області) — український письменник і журналіст. Представник покоління Розстріляного відродження. В'язень сталінських концтаборів.

## Біографія
Сава Божко народився на хуторі Крутоярівка в багатодітній селянській родині. Уродженка Крутоярівки Ганна Добжанська згадувала:
| «Батьки письменника, Захар та Ганна, були з роду-племені трударі. В нашому селі Крутоярівці, а по-старому Крутоярівці-Варварівці, цю родину любили і поважали. Було в них дві доньки, Ганна і Тетяна, та чотири сини. Старший Йосип вивчився на агронома, Феодосій шахтарював на Донбасі. Був добрим господарем Пилип. Найменший Савко — зростав на радість батькам. Його, школяра, посилали на роботу в степ. Але як тільки він з'являвся на ниві, до нього збігалися діти, юнаки і дівчата. Так Сава гарно переказував усілякі притчі. Аж поки батько не уривав його». |
Пас громадську худобу, допомагав на полі й удома батькам. Учився в сільській школі, потім у Павлоградській учительській семінарії.
1923 року Божко закінчив Комуністичний університет імені Артема в Харкові.
Навесні 1924 року Божка з мандатом відділу преси ЦК КП(б)У направили з Харкова до Кам'янця-Подільського. Його завданням було організувати в місті нову газету — орган окружкому КП(б)У й окрвиконкому. Цей період життя Сави Божка докладно змалював у своїх спогадах Григорій Костюк:
| «Був це наш майже ровесник, бо всього на рік чи два старший від нас. Але він був уже широко відомий і як автор повісті «Над колискою Запоріжжя», і як член-основник Спілки селянських письменників ПЛУГ, і як член центрального бюро ПЛУГу, і як права рука «папаші» Пилипенка (голови ПЛУГу). Його також дуже спопуляризував тоді в своїх літературних гуморесках про плужанські харківські літературні вечори Остап Вишня». |
Нову газету Сава Божко назвав «Червоний кордон». Як редактор він зайнявся комплектуванням редакційного штату. Тереня Масенка він загітував піти на секретаря газети. Керівником сількорівського відділу став Андрій Розенкранц, який згодом проявив себе як здібний фейлетоніст під псевдонімом Каштан Карий.
Одночасно з редагуванням газети Божко став читати лекції в інституті народної освіти з новітньої історії суспільних і революційних рухів. Проте, як лектор, згадує Костюк, Сава Божко довго не втримався. Зате як організатор літературного життя він розгорнув широку і цікаву працю. З натури товариський і безпосередній, він швидко увійшов у студентські середовища й з'єднав навколо себе всіх, що пишуть або люблять літературу. У місті виникає Кам'янецька філія «Плугу». Божко почав регулярно влаштовувати літературні вечори. Відбувалися вони суботами в одній з інститутських аудиторій. Вечори швидко набули популярності серед молоді. Літератори-початківці читали свої твори, сперечалися з приводу прочитаного. Григорій Костюк згадував:
| «Дискусії, звичайно, не були на високому рівні. Не було нікого серед нас, щоб надати їм належного рівня. У своїх оцінках ми виходили не з рації, а з інтуїції. Наш вождь Сава Захарович, хоч приїхав зі столиці, теоретично мало чим вивищувався над нами. Зате його керування вечірками було дотепне, гамірливе і веселе. А особливо після його офіційного, переважно стандартного закриття, починалася дружня гутірка, яка завершувалася завжди колективними співами народних пісень. Тут уже Сава почував себе заслужено королем. Він знав їх дуже багато, і то таких, яких на Поділлі ми ніколи й не чули. Вони швидко прищеплювалися студентській молоді. В супроводі Сави Божка це була величава містерія української пісні...» |
Далі Божко працював у Харкові у редакціях газет «Студент революції», «Селянська правда». Там зійшовся із цвітом нової української літератури, узяв шлюб із дитячою письменницею Наталією Забілою.
1932 року переїхав до Херсона. Там працював викладачем політичної економії в сільськогосподарському інституті та Всеукраїнському заочному інституті масової партійної освіти.

## Репресії
14 листопада 1935 року бюро Херсонського міськкому партії розглянуло персональну справу Божка та виявило, що, працюючи у вищому навчальному закладі, він «протягував націоналістичні ухили, боротьбу з Хвильовим розцінював як боротьбу за наркомівське місце». За прояв націоналістичного ухилу Божка виключили з партії.
Співробітник Миколаївського обласного управління НКВС лейтенант держбезпеки Федоровський 25 червня 1938 року, розглянувши справу Божка, зазначив, що він є «одним з активних учасників антирадянської націоналістичної організації, за завданням якої веде підривну контрреволюційну роботу». Через те, що перебування його на волі може вплинути на хід слідства, ухвалив «вибрати запобіжним заходом проти уникнення ним суду і слідства — утримання під вартою у в'язниці міста Миколаєва».
Після трусу на квартирі 27 червня 1938 року Божка заарештували. Під час обшуку забрали архів і рукопис роману «До моря». Спеціальною постановою 16 грудня 1938 року рукопис вирішено передати дружині (подальша його доля невідома).
Слідство тривало понад 10 місяців. Слідчий Макаренко вісім разів просив продовжити строк утримання арештованого під вартою, хоч той із першого дня визнав себе винним. На судовому процесі 29–30 травня 1939 року письменник заявив: «На попередньому слідстві я дав неправдиві показання, вважав, що радянській розвідці такі показання потрібні як перевірка підозрілих людей. Всі протоколи допитів під час слідства слідчий редагував сам, а я підписував. До мене слідчий застосовував методи фізичного впливу, і я змушений був давати вигадані показання. Тепер, на суді, від даних мною показань я відмовляюся».
Справу передали на додаткове розслідування, яке провів оперативний уповноважений Берестовий і направив матеріали на розгляд особливої наради при НКВС СРСР. Підслідний пред'явлених йому звинувачень не визнав. Особлива нарада засудила Божка на 5 років ув'язнення у виправно-трудовому таборі.
До 1942 року карався у концтаборі Ухтпечлаг — поблизу міста Ухта (Комі АРСР). Завербований у сталінські війська, де, як колишній в'язень, отримав лише звання рядового. Працював у дивізійній, а потім у фронтовій газеті сталінської армії. Після Другої світової війни був безробітнім, голодував, підробляв у «Наддніпрянській правді» (Херсон). Навідував родину довоєнного товариша-письменника — Миколи Дукина, але навіть у приватних розмовах проявляв маніакальний страх перед режимом.
Помер 27 квітня 1947 року в селі Слов'янка Межівського району Дніпропетровської області.
За протестом прокурора Херсонської області у справі Божка було проведено додаткову перевірку, в ході якої звинувачення не підтвердилися. Позитивні характеристики письменникові дали Терень Масенко та Іван Гончаренко. Президія Херсонського обласного суду 24 серпня 1960 року скасувала вирок особливої наради при НКВС СРСР і справу припинила за відсутністю складу злочину.

## Творчість
Належав до літературної спілки «Плуг».
Автор художніх і публіцистичних творів.
У неповні 22 роки стає автором чотирьох прозових нарисів: «Козаччина», «Гетьманщина», «Хмельниччина» та «Над колискою Запоріжжя».
1927 року побачила світ книжка «Чабанський вік», а 1930 — «Українська Шампань». Усі ці твори об'єднані в серію «Як жили наші діди» й стали своєрідним прологом до головної книги його життя — роману «В степах», який вийшов друком 1930 року. Свого часу він був високо оцінений критикою «як найвизначніший твір у цілій українській літературі».
У романі «В степах» показав життя й революційну боротьбу робітників Донбасу кінця XIX — початку XX століття. Відображено зародження крупних землевласницьких володінь, розвиток капіталістичних відносин і зародження вугільної промисловості.

## Твори
- Над колискою Запоріжжя. — Харків, 1925.
- Чабанський вік. — Харків — Одеса, 1927.
- В степах. — Харків, 1930.
- «Українська Шампань». — Харків, 1930.
- Божко С. Чабанський вік / С. Божко. — Харків: Держ. вид-во України, 1927. — 183, 1 с. [Архівовано 4 серпня 2020 у Wayback Machine.]
- Божко С. В степах: роман / С. Божко. — Харків: Держ. вид-во України, 1930. — С. 3—592, 4 с. [Архівовано 5 серпня 2020 у Wayback Machine.]
- Божко С. Над колискою Запоріжжя: іст. повість: (із творів сел. письменників «Плуг») / С. Божко. — Київ: Червоний шлях, 1925. — 60 с. — (Бібліотека селянина. Серія красного письменства / за ред. С. Пилипенка ; № 26). [Архівовано 4 серпня 2020 у Wayback Machine.]

## Вшанування
- У ЗОШ № 12 м. Покровська створено музей письменника[1][джерело не вказане 1362 дні].
- У місті Покровськ його ім'ям названа вулиця, колишня вулиця Красіна.
- Стенд присвячений життю і діяльності письменника у Херсонському обласному музеї.

## Електронні джерела
- Творчість українських письменників Донбасу. Божко Сава Захарович
- Регіональний інфоррмаційний портал Дніпропетровщини. Сава Божко[недоступне посилання з червня 2019]
- Володимир Заремба. Вийшов з степу, повернувся в степ [Архівовано 6 січня 2009 у Wayback Machine.]
- Епічність прози Сави Божка
- БОЖА ІСКРА САВИ БОЖКА[недоступне посилання з червня 2019]
- Божко Сава 3ахарович — В степах: Роман [Архівовано 3 листопада 2013 у Wayback Machine.]